# زاگرودنو
زاگرودنو (به لهستانی:  Zagrodno) یک روستا در لهستان است که در گمینا زاگرودنو واقع شده‌است.